# اچ‌ام‌اس نورث‌همپتون (۱۸۷۶)
اچ‌ام‌اس نورث‌همپتون (۱۸۷۶) (به انگلیسی: HMS Northampton (1876)) یک کشتی بود که طول آن ۲۸۰ فوت (۸۵ متر) بود. این کشتی در سال ۱۸۷۶ ساخته شد.